# Kirchenchor Altmannstein
Der Kirchenchor Altmannstein wurde im Jahr 1844 gegründet. Seine primäre Aufgabe besteht in der feierlichen musikalischen Umrahmung der kirchlichen Hochfeste in der Pfarrkirche Heilig Kreuz  zu Altmannstein.

## Geschichte

### Entwicklung des Chores
Der Gemeindechronik zufolge gründete 1844 der Lehrer Johann Georg Wöhrl in Altmannstein eine Musikschule mit Fokus auf Chorgesang und Instrumentalmusik. Als Geburtsstunde des Kirchenchores ist der 3. August 1844 zu betrachten. An diesem Tag monierte Wöhrl den Verfall der Kirchenmusik in Altmannstein mit folgenden Worten: "Eine solche Klage erhebt sich in meinem Geburtsorte in Altmannstein immer lauter und lauter. Die Klage über den Verfall der Kirchenmusik daselbst...". Bereits am 18. November desselben Jahres konnte er 46 Musikbegeisterte zählen. Weitere Initiativen Wöhrls waren die Gründung des Musikvereins 1848 sowie des Musik- und Gesangsvereins 1849. 1872 veranlasste Wöhrl den Beitritt des Altmannsteiner Kirchenchores zum Allgemeinen Cäcilien-Verband für Deutschland, der Pfarrcäcilien-Verein war geboren. Kirchliche und weltliche Musik fanden in dieser Zeit eine fruchtbare gegenseitige Ergänzung. Johann Georg Wöhrl wurde am 23. Dezember 1887 die Ehrenbürgerwürde der Gemeinde Altmannstein zuteil.
Zu Lebzeiten Wöhrls erhielt der Kirchenchor ein besonderes Lob des damaligen Regensburger Bischofs Ignatius von Senestrey, der in Altmannstein das Sakrament der Firmung spendete: Der Bischof habe sich"wiederholt voll Anerkennung über die Leistungen des Kirchenchores zu Altmannstein geäußert", so Bischofssekretär Dr. Franz-Xaver Leitner in seinem Schreiben vom 19. Juni 1876. Das Repertoire des Chores umfasste mehrere fünf- und sechsstimmige Messen, darunter die Missa Papae Marcelli von Palestrina sowie die Missa solemnis op. 24 von Michael Haller.
Einem Bericht der Regensburger Bistumszeitung von 1893 zufolge wies der Chor aus dem „kleinen Altmannstein“ einen Leistungsstand auf, der „in jeder Hauptstadt sich hören lassen könnte“. Auch erregte das von Wöhrl ins Leben gerufene, jährlich stattfindende dreitägige Cäcilienfest, das herausragende gesellschaftliche Ereignis Altmannsteins, überregionale Aufmerksamkeit. Neben kirchlichen Feiern fanden auch weltliche Musikveranstaltungen in den Altmannsteiner Gasthäusern statt.
Allerdings blieb Johann Georg Wöhrl auch von kritischen Stimmen nicht verschont. Eine der auffälligsten Äußerungen stammt aus dem Jahre 1865, als ihm während des Gottesdienstes von einem Ministranten auf der Empore eine Nachricht mit dem Inhalt „Aufhören sollt Ihr!“ überbracht wurde. 1886, als Wöhrl pensioniert wurde, übernahm der vormals als Organist tätige Franz Xaver Hack, der jedoch 1890 nach Speinshart versetzt wurde, die Chorleitung. Am 12. März 1891 umrahmte der Chor aus Anlass des 70. Geburtstags des Prinzregenten Luitpold von Bayern einen Festgottesdienst mit der Missa „Assumpta est“ von Michael Haller. Anlässlich des Besuchs der Prinzen Rupprecht von Bayern und Alfons von Bayern am 16. September 1893 in Altmannstein gab der Kirchenchor gemeinsam mit der Musikkapelle des Infanterie-Leibregiments ein Konzert. Im Jahre 1902 umfasste der Chor 40 aktive Sänger und 14 passive Mitglieder. Die Leitung hatte zu jener Zeit der Lehrer Josef Schuster inne, der auch eine Singschule mit 17 Kindern betrieb.
Mit Beginn des Ersten Weltkriegs fanden keine Cäcilienfeste mehr statt, die musikalischen Aktivitäten beschränkten sich auf die Umrahmung der Liturgie. Der Kirchenchor bestand – wenn auch etwas reduziert – bis in die 50er Jahre, wohingegen der weltliche Musik- und Gesangsverein 1924 aufgelöst wurde. Einen neuen Impuls erfuhr der Chor nach der Übernahme durch S.M. Primasia Kroner im Jahre 1955, der Oberin der in Altmannstein ansässigen Mallersdorfer Schwestern und zugleich Leiterin von Kindergarten und Altersheim sowie späteren Ehrenbürgerin Altmannsteins.  Im unter Pfarrer Max Zellner erweiterten Gotteshaus wurden nun vermehrt komplexere Messen mit Orchesterbegleitung zur Aufführung gebracht. Der Chor engagierte sich zudem bei überörtlichen Kirchenmusik-Veranstaltungen. Die Wiederentdeckung des in Mendorf geborenen Komponisten Johann Simon Mayr hatte zur Folge, dass sich der Chor vermehrt auf die Einstudierung dessen musikalischer Werke konzentrierte.
Unter der Leitung von Max Süß wurde das 150-jährige Chorjubiläum am 27. November 1994 im feierlichen Rahmen begangen. Im gleichen Jahr umrahmte der Kirchenchor Altmannstein in Bergamo, der langjährigen Wirkungsstätte Mayrs, Festgottesdienste (u. a. in der Basilika Santa Maria Maggiore) und -veranstaltungen. Im Jahre 1996 gestaltete der Chor gemeinsam mit Künstlern des Musikkonservatoriums Bergamo ein Konzert sowie einen Festgottesdienst. Wolfgang Schlagbauer erweiterte seit 1998 das Repertoire des Chores unter anderem um einige weitere Werke von Johann Simon Mayr. Neben dem bereits existierenden Maiansingen rief er die jährliche Benefiz-Maiandacht ins Leben. In Würdigung seines Engagements wurde dem Chorleiter 2012 der DONAUKURIER-Ehrenamtspreis verliehen. Im Jahr 2013, dem 250. Geburtsjahr Johann Simon Mayrs, fand neben einem Gedenkgottesdienst auch ein Konzert mit den Nürnberger Philharmonikern unter der Schirmherrschaft von Georg Ratzinger in Altmannstein und Nürnberg statt.
Insbesondere hat sich der Chor der Aufgabe verschrieben, geistliche Werke von Johann Simon Mayr einzustudieren und einer breiteren Zuhörerschaft zugänglich zu machen. Beispielsweise wurde am 10. November 1996 das Eja Mater aus dem Stabat Mater von Mayr in Deutschland uraufgeführt. Zudem fühlt sich das Vokalensemble den Werken von Theodor Grünberger verpflichtet und umrahmt regelmäßig Gottesdienste in der Salvatorkirche in dessen Geburtsort Bettbrunn.

### Chorleiter seit 1844
- Johann Georg Wöhrl 1844–1886
- Franz Xaver Hack 1886–1890
- Josef Schuster 1890–1914
- Max Pfaller 1915–1928
- Pfarrer Tempel 1928–1955
- S.M. Primasia Kroner 1955–1984
- Max Süß 1985–1998
- Wolfgang Schlagbauer seit 1998

### Aufführungen der letzten Jahre
Seit 1998 hat der Chorleiter Wolfgang Schlagbauer verschiedene Werke einstudiert. Unter seiner Einstudierung bzw. musikalischen Leitung kamen unter anderem folgende Werke zur Aufführung:
- Anton Bruckner: Windhaager Messe
- Dieterich Buxtehude: Kantate Alles was ihr tut mit Worten oder mit Werken
- Charles Gounod: Messe solennelle en l’honneur de Sainte-Cécile (Caecilienmesse), zuletzt im Juli 2013 mit den Nürnberger Symphonikern
- Franz Joseph Haydn: Missa brevis Sancti Joannis de Deo (Kleine Orgelsolomesse)
- Karl Kempter: Pastoralmesse
- Johann Simon Mayr: Missa per la domenica di palme, Missa brevis in B, Requiem, Stabat Mater
- Wolfgang Amadeus Mozart: Krönungsmesse, Orgelsolomesse
- Franz Schubert: Messe in G-Dur, Deutsche Messe
- Charles-Marie Widor: Messe für zwei Orgeln

## Auszeichnungen
- 1994: Verleihung der Palestrina-Medaille des Allgemeinen Cäcilien-Verbands für Deutschland aus Anlass des 150-jährigen Chorbestehens[22]
- 2012: Donaukurier-Ehrenamtspreis für den Chorleiter Wolfgang Schlagbauer[23]

## Publikationen
- CD Konzertmitschnitte von Werken von Johann Simon Mayr (gemeinsam mit dem Georgischen Kammerorchester Ingolstadt, dem Collegium Musicum Bergamo sowie der Gruppo Fiati Musica Aperta), 1996[24]
- CD Sancta Maria (Konzertmitschnitt vom 29. Februar 2004, Pfarrkirche Heilig Kreuz Altmannstein)
- CD Sterben werd' ich um zu leben (Konzertmitschnitt vom 6. November 2005, Pfarrkirche Heilig Kreuz Altmannstein)
- CD Lobpreis Gottes (Konzertmitschnitt vom 12. Oktober 2008, Pfarrkirche Heilig Kreuz Altmannstein)[25]
- CD Caecilienmesse Gounod, Unvollendete Symphonie Schubert (Konzertmitschnitt vom 25. September 2011, Pfarrkirche Heilig Kreuz Altmannstein)

## Filmographie
- 2010: BR-Fernsehreihe Weiß-blau – Entlang der Altmühl[26]